# Zoen Tencarari
Zoen Tencarari est un canoniste, vice-légat papal, et évêque d'Avignon de 1240 à environ 1261.

## Biographie
Il enseigné à l'Université de Bologne, où il fonde un collège en 1256. Il glose la Compilatio quinta, et amène Henri de Suse sur le diocèse de Sisteron.
Il est un fervent opposant aux Albigeois. Il préside le Concile d'Albi (en) de 1254
Il fait réaliser des travaux pour améliorer la résidence des évêques à Noves.